# Coptocephala orientalis
Coptocephala orientalis es un coleóptero de la familia Chrysomelidae.
Fue descrita científicamente en 2003 por Medvedev.